# Slatinská kotlina
Slatinská kotlina je geomorfologický podcelek Zvolenské kotliny.

## Vymezení
Podcelek zabírá centrální část jižní poloviny Zvolenské kotliny. Ze severu je ohraničena podcelkem Detvianske predhorie (podcelek Poľany), z jihu kotlinu lemuje Javorie a jeho podcelky Lomnianska vrchovina a Podlysecká brázda. Zbytek území obklopují podcelky Zvolenské kotliny; na východě Rohy a Detvianska kotlina, na severozápadě a západě Zvolenská pahorkatina.

## Chráněná území
Na území Slatinský kotliny leží pouze chráněný areál Hrončiačka.

## Doprava
Jižní částí kotliny vedou komunikace nadregionálního významu; E 58 (Nitra - Košice) po budované rychlostní silnici R2 a silnici I/16 (Zvolen - Lučenec). Územím také vede významná železniční trať Zvolen-Košice.